# Акимкина
Акимкина (устар. Нальт-Кол-Я) — река в России, протекает по Нижневартовскому району Ханты-Мансийского автономного округа. Длина реки составляет 33 км.
Начинается в небольшом болоте среди сосново-берёзового леса. От истока течёт в северном направлении, затем отклоняется на северо-запад и запад. Долина реки полностью поросла лесом, преобладающие породы — кедр, осина, сосна, берёза. Устье реки находится в 56 км по левому берегу реки Ермаковский Ёган на высоте 35,9 метров над уровнем моря.
В верховьях и низовьях реки расположены нефтяные месторождения.

## Данные водного реестра
По данным государственного водного реестра России относится к Верхнеобскому бассейновому округу, водохозяйственный участок реки — Обь от впадения реки Вах до города Нефтеюганск, речной подбассейн реки — Обь ниже Ваха до впадения Иртыша. Речной бассейн реки — (Верхняя) Обь до впадения Иртыша.
Код водного объекта — 13011100112115200041177.